# لوبیای تونکا
لوبیای تونکا (نام علمی: Dipteryx odorata) نام یک گونه از تیره باقلاییان است.
این گیاه در صنعت عطر سازی نیز مورد استفاده قرار میگیرد.